# DeepL Translator
DeepL Translator è un servizio di traduzione gratuito multilingue, alimentato dalla base di conoscenza di Linguee, servizio creato dalla stessa azienda, DeepL GmbH (in precedenza chiamata Linguee). Al 2023, il portale supporta 31 lingue per un totale di 552 accoppiamenti.
Secondo test eseguiti con l'algoritmo BLEU (bilingual evaluation understudy), la qualità di DeepL Translator è risultata almeno di pari livello ai più noti servizi concorrenti (Google Traduttore, Microsoft Translator e Facebook).

## Funzionalità
Lanciato ad agosto 2017 dalla società tedesca DeepL GmbH, offre una soluzione base che non richiede iscrizione ed una premium con una API che consente l'integrazione negli applicativi desktop e aziendali.
L'algoritmo e il codice sorgente sono proprietari. La tecnologia di DeepL si basa su reti neurali convoluzionali e su una serie di superserver con una potenza di calcolo di 5,1 petaflops.
La società ha sede legale e amministrativa a Colonia.
Da luglio 2018 è disponibile l'add-on gratuito non ufficiale per Google Chrome e per Mozilla Firefox.
Da settembre 2019 DeepL fornisce il software di traduzione per Windows e macOS.
Nel luglio 2024 fornisce per DeepL Pro un modello linguistico di grandi dimensioni ottimizzato per la traduzione linguistica. Il modello è addestrato su dati proprietari raccolti in sette anni e migliorato dal contributo di migliaia di esperti linguistici.

## Privacy
Agli utenti è vietato utilizzare il servizio per la traduzione di informazioni personali e sensibili di terze persone. Privo di pubblicità o risultati sponsorizzati, il sito nello stesso tempo utilizza Google AdSense e cookie HTTP.
Una clausola liberatoria esclude qualsiasi responsabilità in merito alla qualità delle traduzioni, mentre i contenuti sono proprietà di DeepL Gmbh e soggetti a copyright. Potrebbero includere anche quelli inseriti dagli utenti e oggetto di autoapprendimento da parte dell'algoritmo.
Il sito è conforme al regolamento europeo GDPR.

## Linguee.com
Il 24 agosto 2017, a pochi giorni dal debutto di DeepL, la casa madre mutò nome e denominazione, abbandonando il precedente riferimento a linguee.

## Statistiche
Secondo i dati dell'aggregatore Cutestat.com, a gennaio 2019 il sito di DeepL Translator ha circa 312.000 utenti unici giornalieri e 2.5 milioni di visualizzazioni.

Sebbene le sue funzionalità siano limitate a 9 lingue europee in confronto ad alcune centinaia selezionabili dai prodotti concorrenti, DeepL Translator risulta al 2149º posto nella classifica Alexa dei siti più visitati al mondo. In Germania è al 276º posto, e vi si concentra il 30% degli utenti; seguono Francia, Svizzera, Spagna e Italia.
Nella classifica di toptools4learning.com, elaborato su un campione di circa 3.000 intervistati in 58 paesi, DeepL Translator risulta per il secondo anno consecutivo al 150º posto, qualificato come software per la produttività individuale.